# The Peel Sessions (álbum de Babes in Toyland)
The Peel Sessions é um álbum ao vivo gravado pela banda americana de punk rock Babes in Toyland. Foi produzido por Dale "Buffin" Griffin e lançado em 1992 pela Strange Fruit Records/Dutch East India Trading. Babes em Toyland mais tarde auto-lançou um álbum "de quatro outras canções de suas Peel Sessions em 1992". As canções incluídas no 7 foram "Jungle Train", "Right Now", "Às vezes" e "Magic Flute". Foi reeditado como The BBC John Peel Sessions, 1990-1992, em 2001.
| Críticas profissionais | Críticas profissionais |
| Avaliações da crítica  | Avaliações da crítica  |
| Fonte                  | Avaliação              |
| ---------------------- | ---------------------- |
| Allmusic               | [ 1 ]                  |

## Faixas
Todas as músicas escritas pelo Babes in Toyland.
1. "Catatonic" - 2:53
2. "Ripe" - 3:36
3. "Primus" - 3:58
4. "Spit to See the Shine" - 2:40
5. "Pearl" - 2:03
6. "Dogg" - 5:11
7. "Laugh My Head Off" - 3:30
8. "Mad Pilot" - 2:50

## Créditos
- Kat Bjelland → vocal e guitarra
- Lori Barbero → bateria e vocais de apoio em "Primus" e "Dogg"
- Michelle Leon → baixo